# Theresia Rohner
Theresia Rohner Mattmüller, auch Theresa, (geboren 1954) ist eine Schweizer Frauenrechtsaktivistin. Sie setzte sich nach Einführung des Frauenstimmrechts auf Bundesebene für das damals noch fehlende Frauenstimmrecht im Kanton Appenzell Innerrhoden ein. Die Innerrhoder Frauen verdanken Rohner die Einführung des kantonalen Stimm- und Wahlrechts im Jahr 1990.

## Wirken

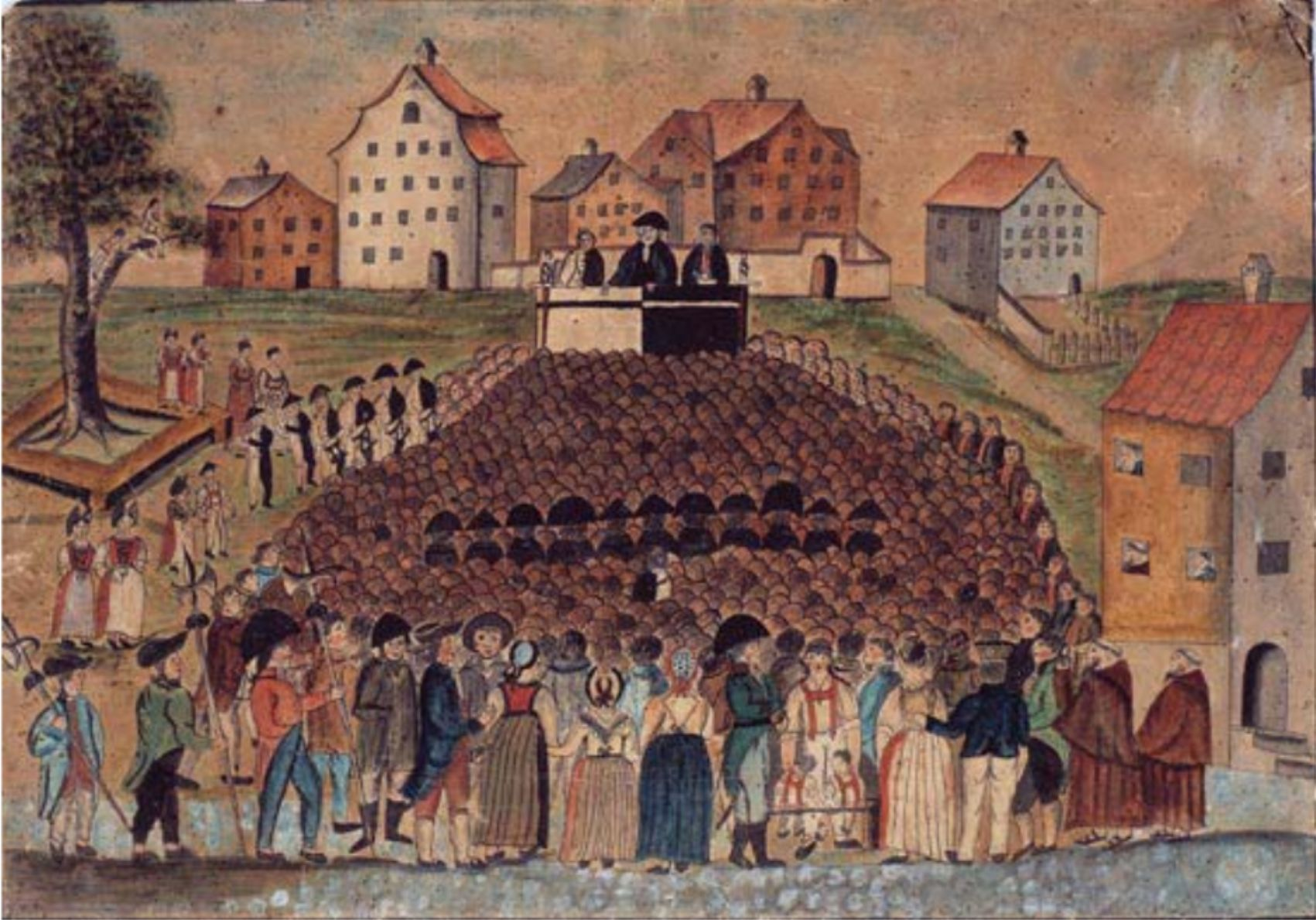
Die Innerrhoder Landsgemeinde war jahrhundertelang Männern vorbehalten

Das Frauenstimmrecht wurde in den Kantonen ab 1959 zuerst in der Westschweiz und später auch in weiteren Teilen der Schweiz eingeführt. Als am 7. Februar 1971 das Frauenstimmrecht auf Bundesebene beschlossen wurde, hatten oder erlangten im gleichen Zuge die Frauen in fast allen Kantonen das Recht zu wählen. In Appenzell Ausserrhoden entschied 1989 eine knappe Mehrheit an der Landsgemeinde zugunsten des Frauenstimmrechts. Lediglich den Frauen in Appenzell Innerrhoden wurde das Wahlrecht nicht gewährt.
Theresia Rohner, Mutter zweier Töchter, Betreiberin einer Töpferwerkstatt und Bewohnerin von Appenzell, akzeptierte das nicht und wandte sich im April 1989 an die Standeskommission der Landsgemeinde, um an deren nächster Zusammenkunft aktiv teilnehmen zu können. Unterstützung erhielt sie für das Anliegen zu diesem Zeitpunkt nicht. Deshalb wandte sie sich an das Bundesgericht in Lausanne. Das höchste Schweizer Gericht delegierte die Entscheidung aber an den Kanton Appenzell Innerrhoden zurück. Aufgrund der direkten Demokratie durften jedoch nur die wahlberechtigten, ausschliesslich männlichen Bürger über das Frauenwahlrecht für den Kanton entscheiden. Im April 1990 lehnten die wahlberechtigten Männer das Ansinnen erneut ab, den Frauen das kantonale Stimmrecht zu geben. Ganze 28 Sekunden dauerte die Abstimmung gegen das Frauenstimmrecht.

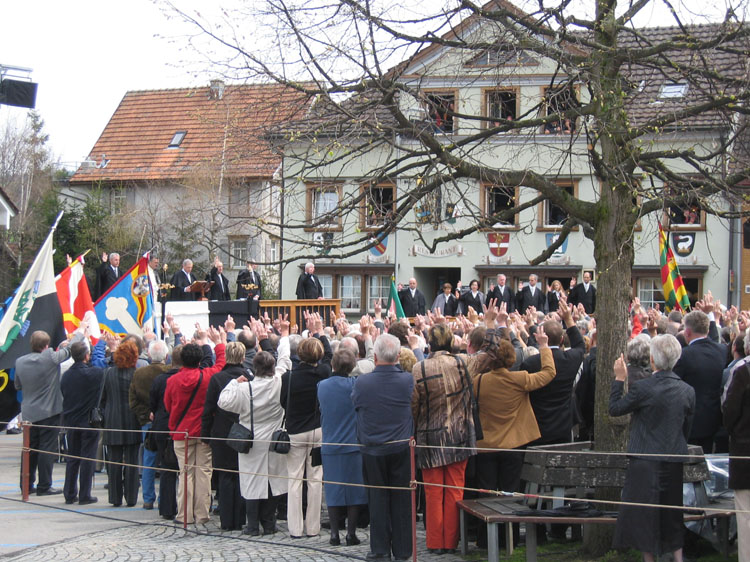
Dank Theresia Rohner dürfen Appenzellerinnen an der Appenzeller Landsgemeinde teilnehmen

Theresia Rohner wollte diese Entscheidung nicht akzeptieren und fand per Zeitungsanzeige 100 im Kanton wohnende Frauen und Männer, die gemeinsam mit ihr beim Bundesgericht Beschwerde einlegten. Als Privatperson sah sich Rohner nun massiven Anfeindungen und anonymen Bedrohungen ausgesetzt und stand unter Polizeischutz. Am 27. November 1990 urteilte das höchste Schweizer Gericht mit dem Frauenstimmrecht-Entscheid einstimmig, dass die bestehende Regelung in Appenzell Innerrhoden einen Verstoss gegen die eidgenössische Bundesverfassung darstelle und den Frauen das kantonale Wahlrecht zustehe. Zehn Jahre nach Einführung des Gleichberechtigungsartikels in der eidgenössischen Verfassung war diese Entscheidung unmissverständlich. Die internationale und die Schweizer Presse jubelten über das Urteil, während es die Gegner in Appenzell Innerrhoden als Niederlage betrachteten und medial über die Frauen herzogen. Als im April 1991 die Frauen das erste Mal in Appenzell Innerrhoden wählen konnten, waren von etwa 4000 anwesenden Wahlberechtigten rund ein Drittel Frauen.
Nach der medialen Aufmerksamkeit zog sich Theresia Rohner weitestgehend aus der Öffentlichkeit zurück. Im Juni 2017 gewährte sie in einem öffentlichen Gespräch erstmals wieder Einblicke in ihre politischen Erfahrungen.
Theresia Rohner Mattmüller lebt heute in Interlaken und führt eine Praxis für Cranio-Sacral-Therapie.